# Championnats du monde de biathlon 1963
Les Championnats du monde de biathlon 1963 se tiennent à Seefeld in Tirol (Autriche), le 3 février 1963.

## Résultats
| Épreuve          | Or                                                                          | Argent                                                | Bronze                                    |
| 20 km individuel | Vladimir Melanine                                                           | Antti Tyrväinen                                       | Hannu Posti                               |
| Par équipes      | Union soviétique Vladimir Melanine Valentin Pzhenitsyn Nikolay Mescharyakov | Finlande Antti Tyrväinen Hannu Posti Kalevi Huuskonen | Norvège Jon Istad Olav Jordet Egil Nygård |

Note : Une seule épreuve disputée pour deux catégories. Classement par équipes obtenu par addition des 3 meilleurs temps individuels de chaque nation.

## Tableau des médailles
| Médailles | Pays             | Or | Argent | Bronze | Ensemble |
| --------- | ---------------- | -- | ------ | ------ | -------- |
| 1         | Union soviétique | 2  | 0      | 0      | 2        |
| 2         | Finlande         | 0  | 2      | 1      | 3        |
| 3         | Norvège          | 0  | 0      | 1      | 1        |